# 譽·港灣
譽·港灣（英語：The Latitude），位於香港九龍黃大仙區新蒲崗太子道東638號，鄰近港鐵啟德站。該地皮原為新蒲崗裁判法院和新蒲崗政府合署的所在地。2004年10月由新鴻基地產購入該地皮作重建發展，項目提供1,159伙住宅單位，基座設有20萬平方呎商場Mikiki，項目於2011年3月入伙。

## 歷史
新鴻基地產於2004年10月以47億元，每方呎樓面地價3,820元購入原為新蒲崗裁判法院和新蒲崗政府合署地皮。項目於2005年前命名為稱萊茵港（Rhine Harbour）。模擬圖於2005年在新鴻基地產的年報中首次曝光。2008年7月14日，地盤正式更名為「譽·港灣」，模擬圖中的設計也有輕微轉變，2009年11月1日，譽·港灣平頂，於2011年3月落成入伙。

## 簡介
項目地盤面積為137,000平方呎，住宅樓面面積為1,025,000平方呎，合共5座，提供1,159伙單位，標準單位提供1至4房間隔，面積約571至2,032方呎。物業基座為佔地約21萬方呎商場Mikiki，於2011年9月開幕。項目於2009年4月中發售，首張價單平均呎價為7255元，入場費由380萬元起。而整個項目用料成本約值10億元。唯商場裝修只佔1.6億元。
當中1A、2A座提供1,700至1,900方呎4房單位以及2,031及2,032方呎4房特大戶。交樓標準較其餘座數豪華，配備德國名牌Gaggenau爐具，浴室交樓標準包括Kohler浴缸、Hansgrohe水龍頭等。飯廳及睡房採用的玻璃就與同系的天璽同級，為雙層玻璃中空設計。
住宅大堂位於基座商場地下，住戶出入，需先進入基座商場，進入大堂後乘升降機到達平台，再從平台前往各座。

## 住客會所
譽‧港灣的住客會所命名為「Club Latitude」，佔地約10萬平方呎，位於3、5及6樓。發展商聲稱耗資4億元建造，主要設施包括35米室外度假式泳池、20米室內泳池、多用途宴會廳、餐廳、保齡球場、舞蹈室、桌球室、兒童遊樂天地、迷你影院、多功能宴會廳、音樂創作室。

## 商場
Mikiki位於譽·港灣樓下，商場樓高3層，總面積逾20萬平方呎，設約100間商舖，目標客群將以年輕消費群為主。於2011年8月開幕。

## 興建圖片

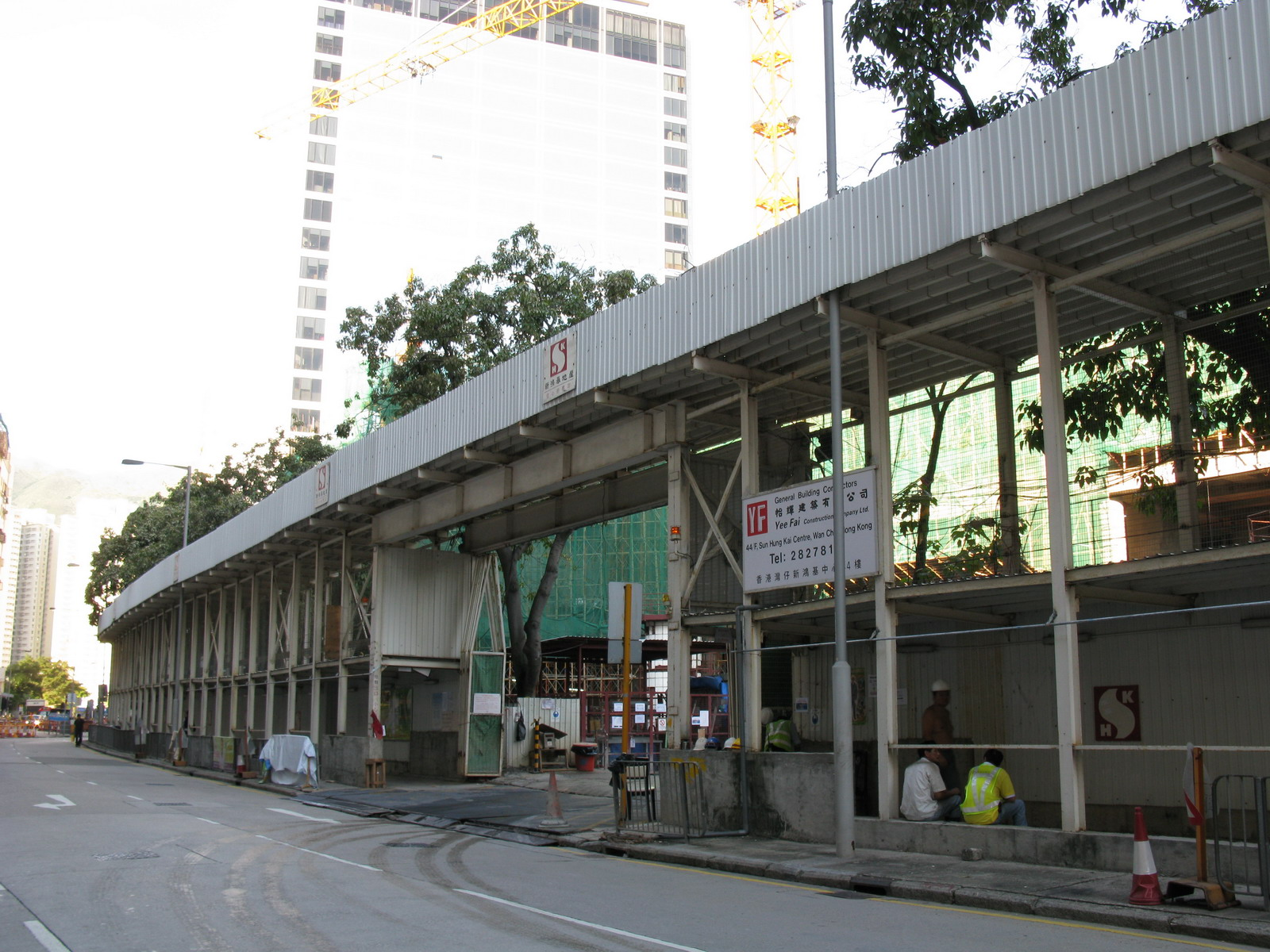
「譽·港灣」建築地盤入口（未掛有顯示物業名稱的橫幅）
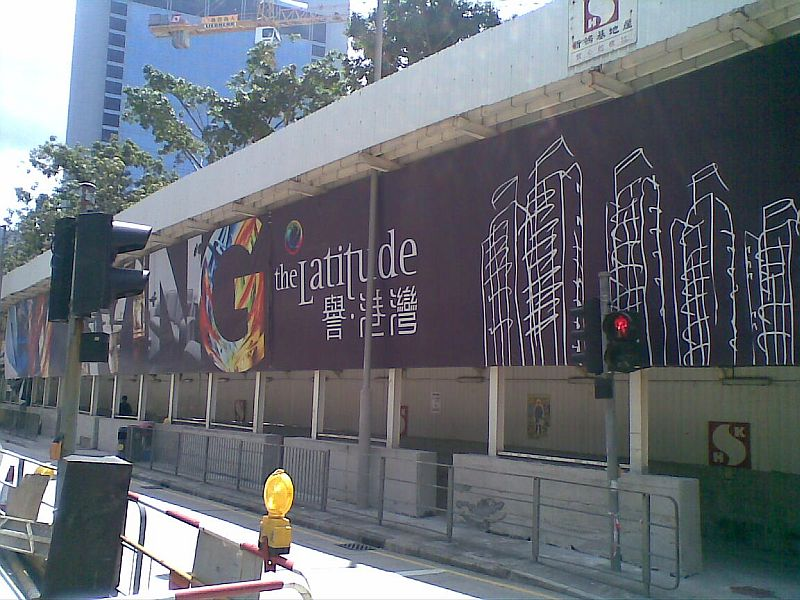
「譽·港灣」建築地盤入口
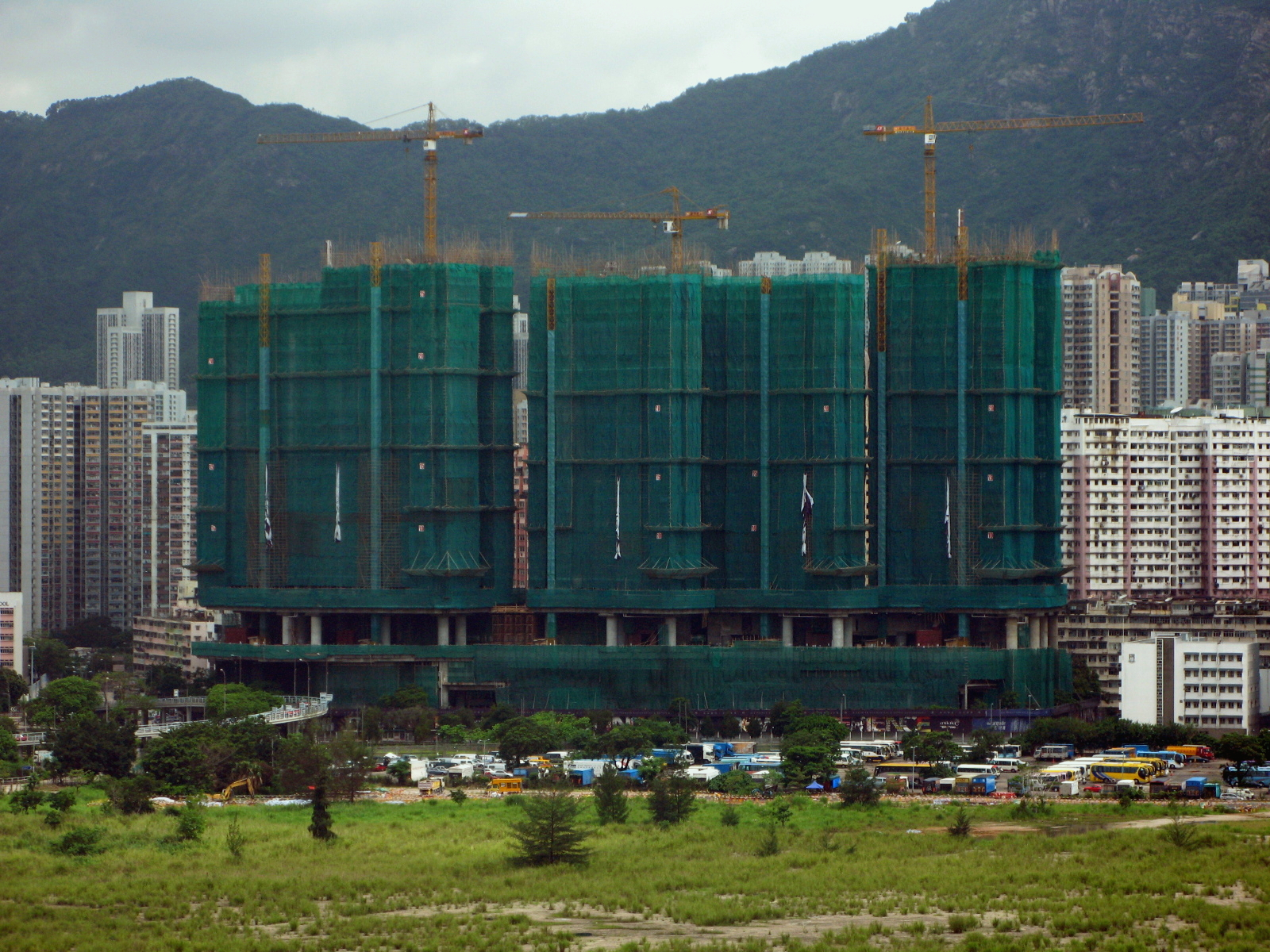
「譽·港灣」建築地盤（2009年7月）
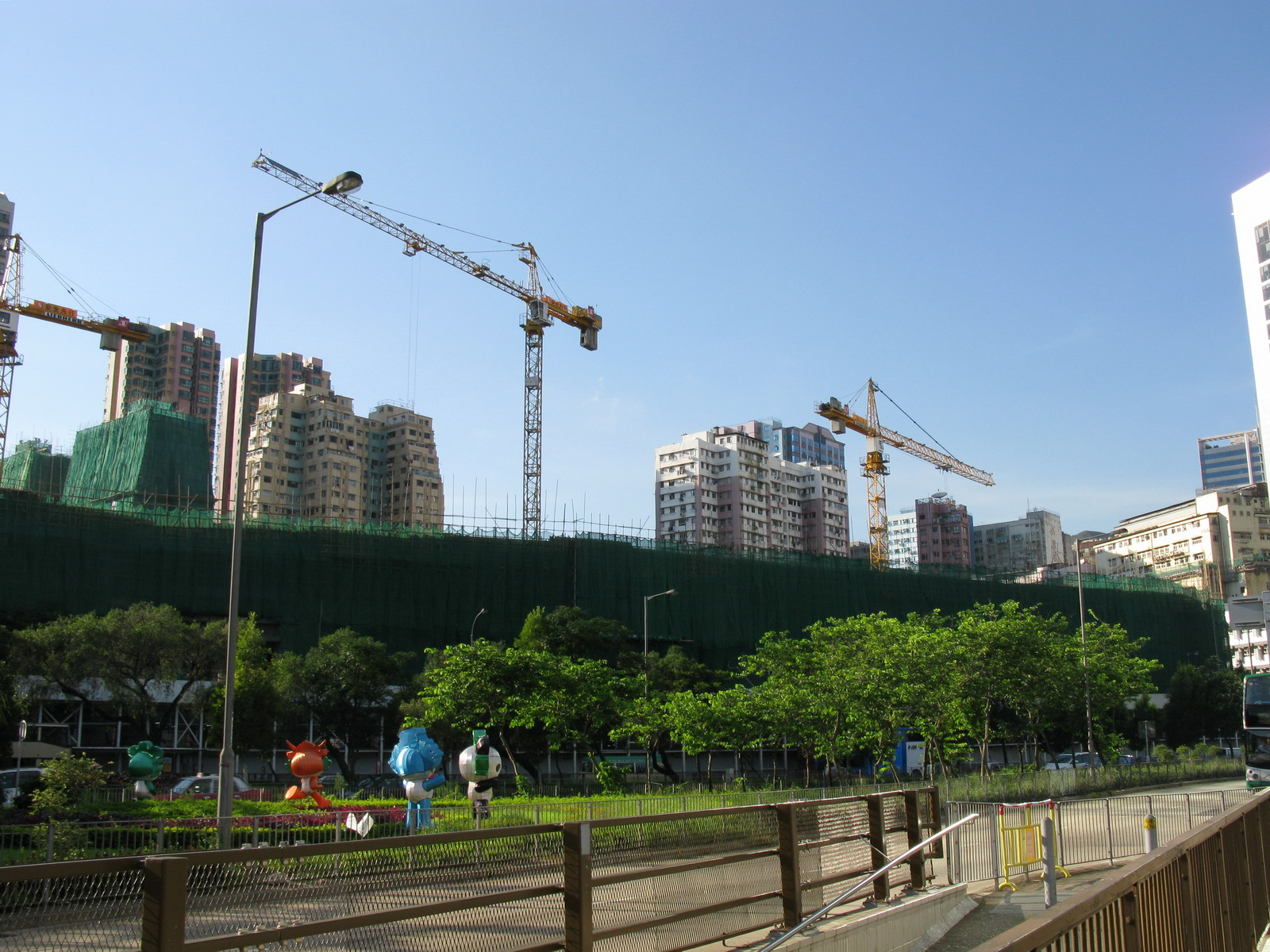
「譽·港灣」建築地盤（2008年6月）
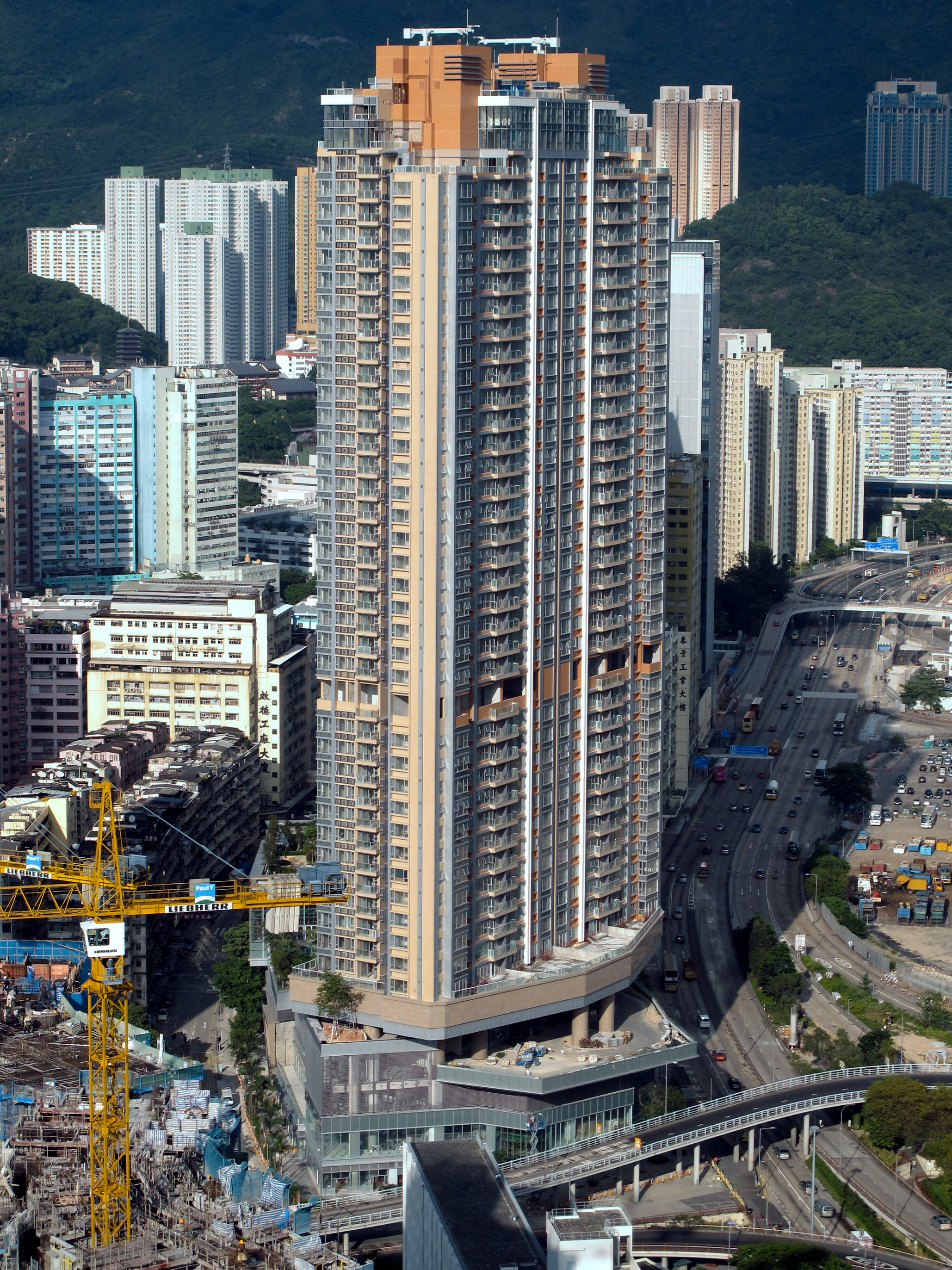
譽·港灣則面（2010年10月）
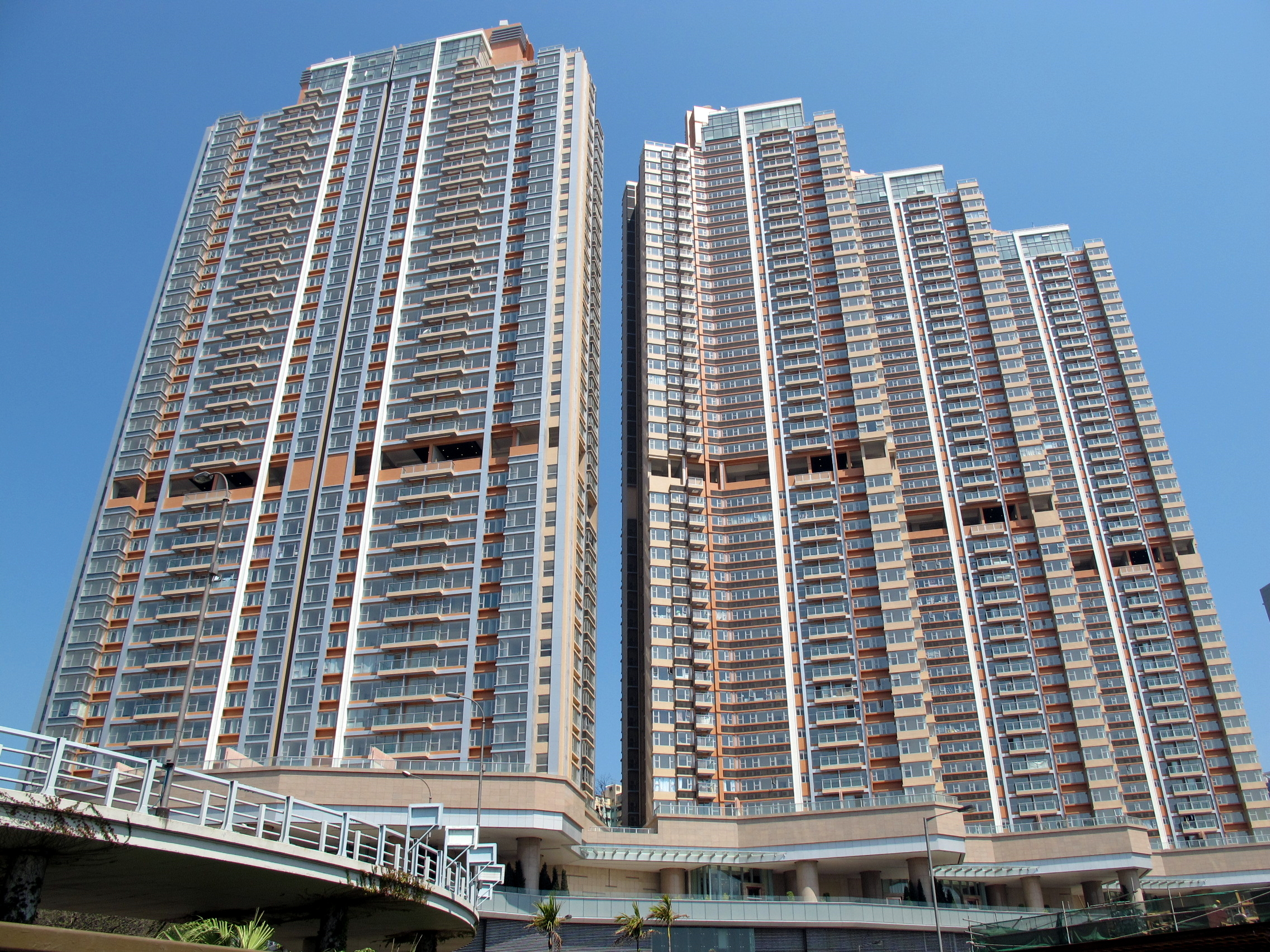
譽·港灣（2011年4月）

## 外部連結
- 「譽·港灣」官網

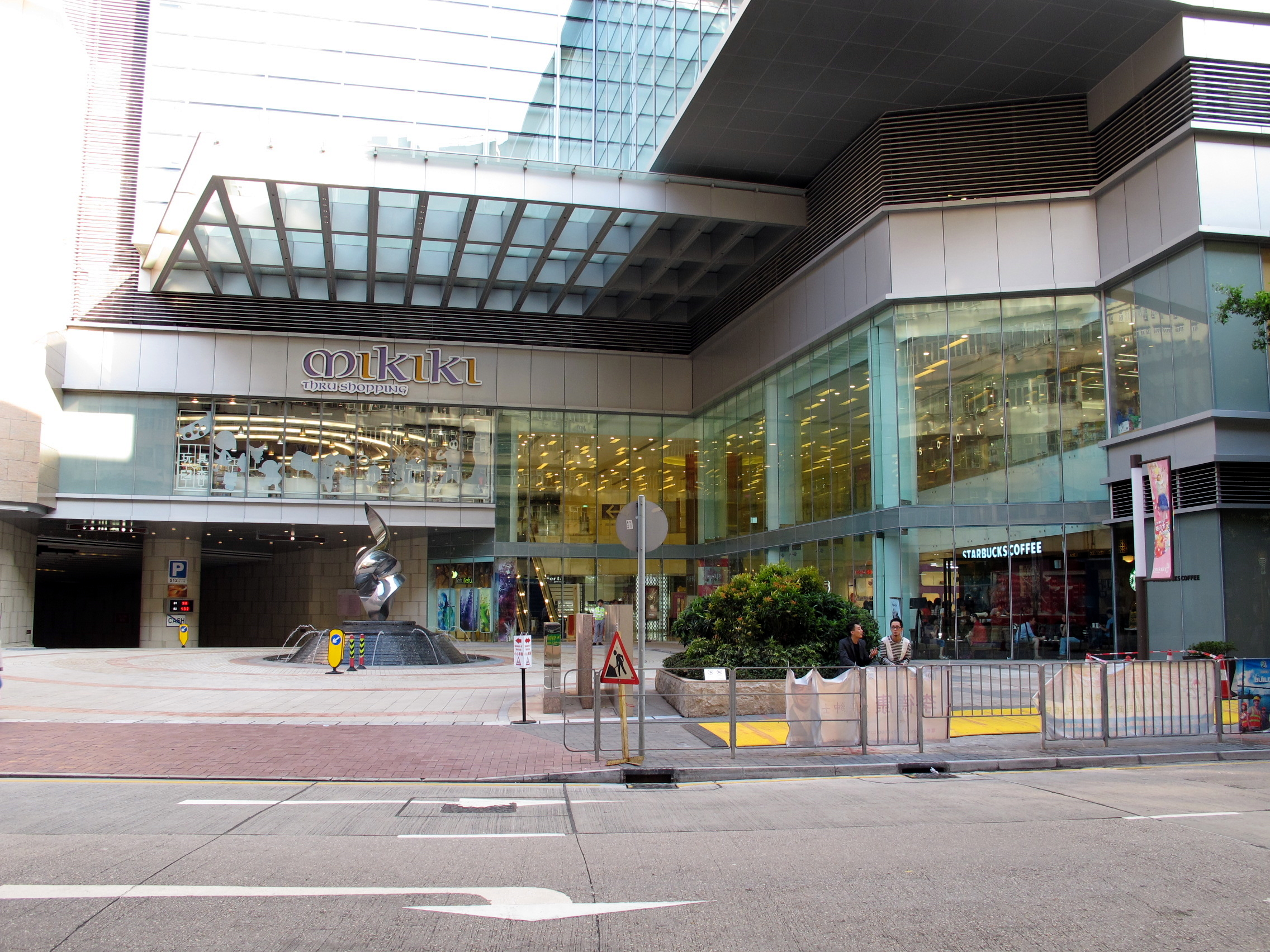
Mikiki商場位於譽·港灣樓下，於2011年8月開幕。

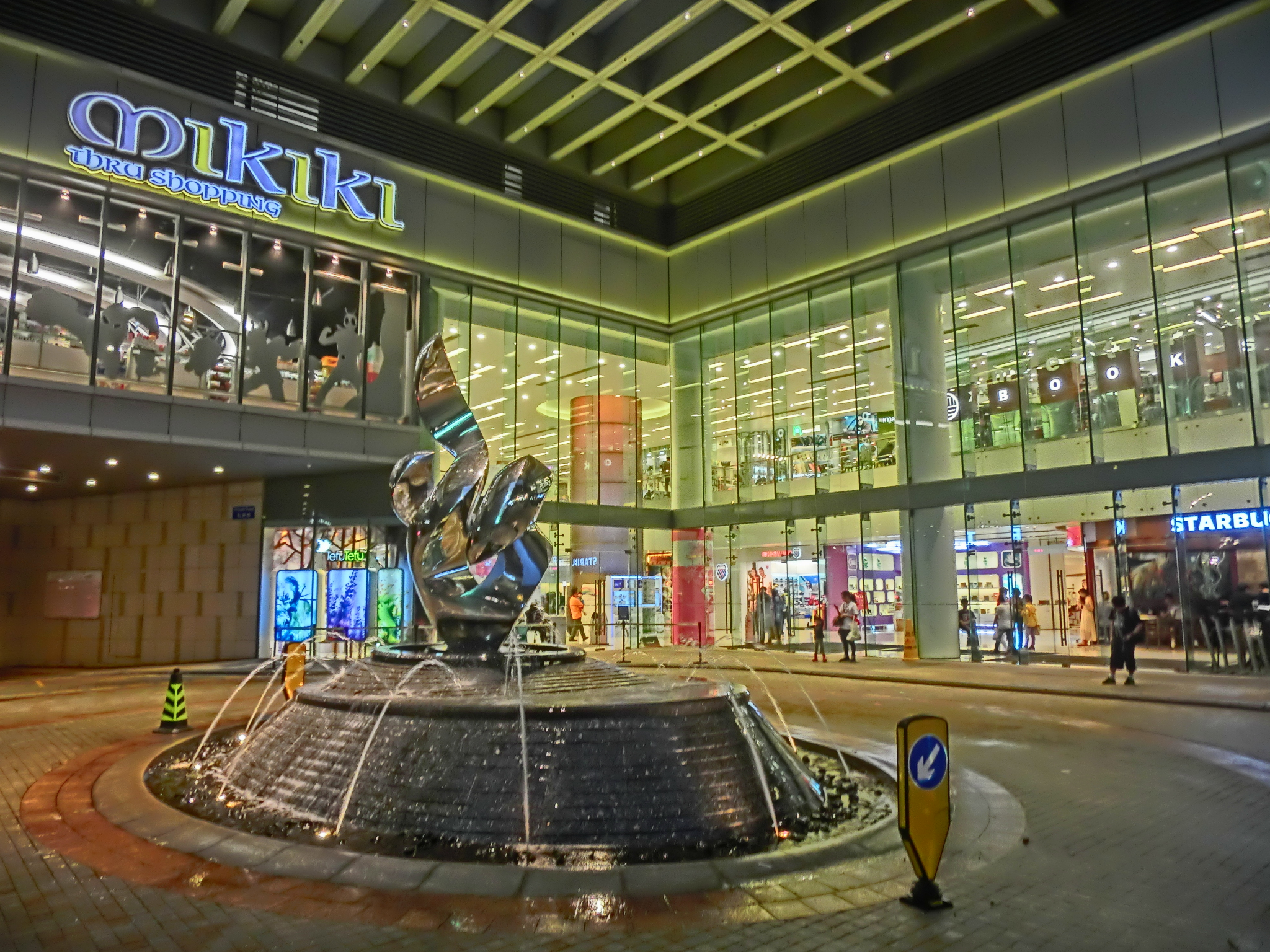
2014年的Mikiki

- 譽‧港灣 The Latitude 業主討論區
- 新鴻基地產官方介紹（页面存档备份，存于）
- 「譽·港灣」的外貌模擬圖（页面存档备份，存于）

22°20′01″N 114°11′49″E / 22.3335°N 114.1969°E